# Elifaz (livro de Jó)

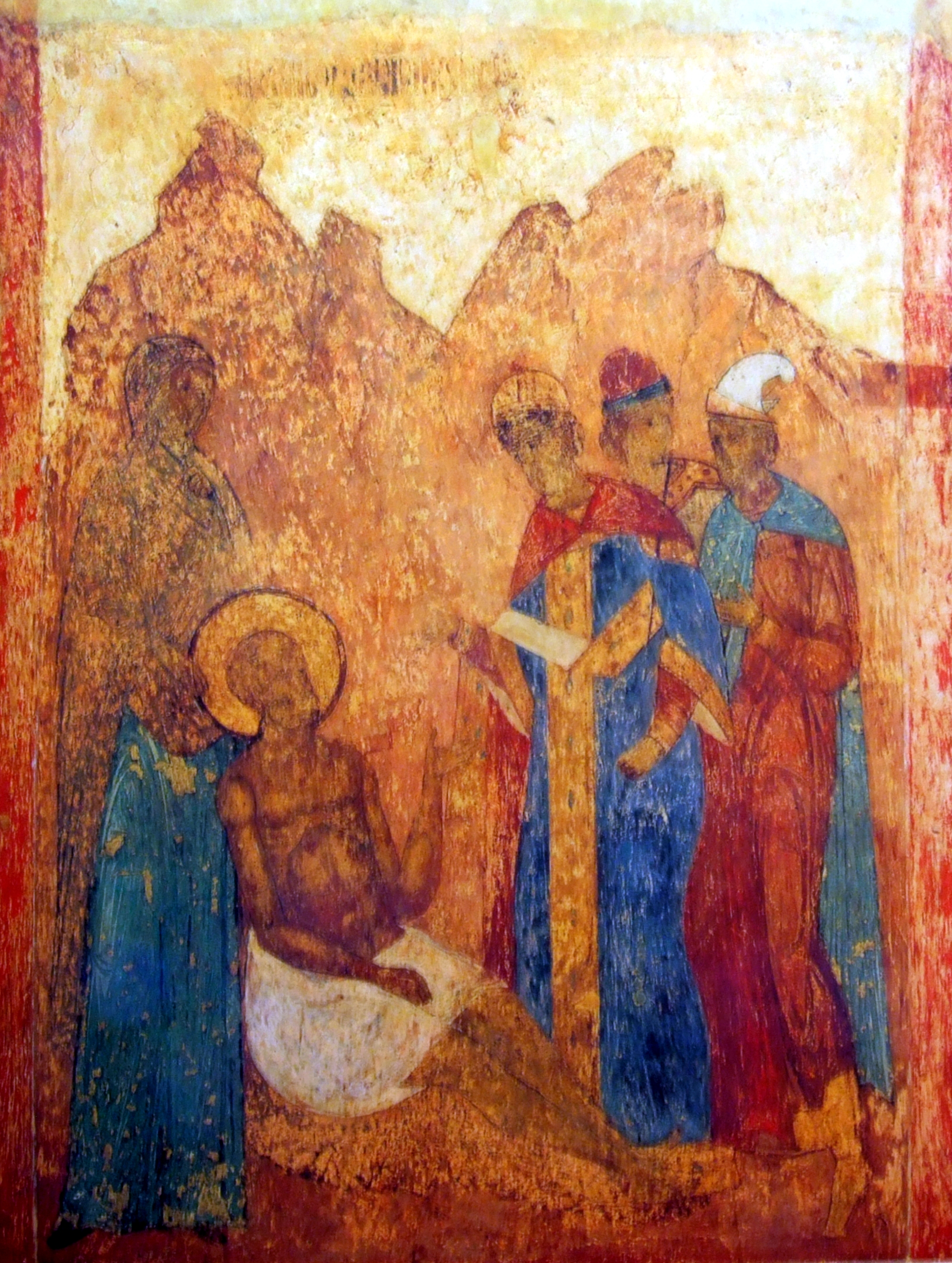

Elifaz (em hebraico:  אֱלִיפָז ’Ělîp̄āz, "El é puro ouro") foi, segundo o relato bíblico, um dos três amigos de Jó, deveria ter vindo de Temã, uma importante cidade de Edom.
Era provavelmente descendente de Abraão e um parente distante de Jó.1. Elifaz, o temanita, como dizem as escrituras sagradas no capítulo 4 do livro de Jó, era neto de Isaac filho de Abraão; no livro de Gênesis 36:4,15, a Bíblia nos mostra claramente os descendentes de Esaú e nós podemos entender mais sobre Elifaz.
Dentre os três “consoladores”, Elifaz era o mais importante e influente, o que sugere que talvez tenha sido também o mais idoso, por exemplo:
- Ele fala primeiro, nas três fases do debate;
- Os seus discursos são mais extensos.

Analistas consideram que Elifaz representa a sabedoria de Edom; deste modo ele tem o mesmo nome que Elifaz (filho de Esaú).

## Discursos
- No primeiro discurso, o seu raciocínio era basicamente o seguinte: “Que inocente jamais pereceu? E onde é que os rectos foram eliminados?” Isto é, a conclusão dele é que Jó deve ter feito algo muito mau para merecer o castigo de Deus. (Jó caps. 4, 5)

- No segundo discurso, Elifaz duvida da sabedoria de Jó: “Responderá o próprio sábio com conhecimento ventoso, ou encherá seu ventre com o vento oriental? O que sabes realmente que nós não saibamos?” Elifaz dá a entender que Jó “tenta mostrar-se superior a Deus. Concluindo a sua segunda condenação a Jó, Elifaz diz que Jó vive nas tendas do suborno, como um homem cheio de engano. (Jó 15)

- Por fim, no seu último discurso, Elifaz acusa Jó de toda sorte de crimes — de extorsão, de reter água e pão dos necessitados e de oprimir viúvas e órfãos. — Jó 22.

Depois da segunda diatribe de Elifaz, Jó responde: “Todos vós sois consoladores funestos! Não há fim de palavras ventosas?” (Jó 16:2, 3)
Na conclusão dos debates, o próprio Deus dirige-se a Elifaz, com as seguintes palavras: “Minha ira se acendeu contra ti e contra os teus dois companheiros, pois não falastes a verdade a meu respeito assim como fez meu servo Jó.” Diz-se a Elifaz e aos companheiros que eles deviam oferecer um sacrifício e que Jó então orará por eles. — Jó 42:7-9.